# Olívio da Rosa
Olívio da Rosa, genannt Ivo (* 2. Oktober 1986 in Palmitinho, RS) ist ein brasilianischer Fußballspieler.

## Karriere
Ivo absolvierte seine ersten fußballerischen Schritte bei Juventus de Teotônia, einem kleineren Verein aus Caxias do Sul. Seine ersten Einsätze in den höchsten nationalen Ligen absolvierte er für EC Juventude. Nach drei Jahren folgte 2010 der Wechsel zu Palmeiras São Paulo. In der Sommerpause 2010 wurde er in die Série B zu AA Ponte Preta, bei denen er 25 Ligaspiele bestritt, verliehen. 
Nach seiner Rückkehr zu Palmeiras wurde er zur neuen Saison an Portuguesa verkauft. Bei Portuguesa blieb er ein Jahr lang und absolvierte 26 Ligaspiele in der Série B sowie 15 Spiele in der Staatsmeisterschaft von São Paulo. Im Jahre 2012 folgte dann der erste Wechsel nach Übersee zum südkoreanischen Erstligisten Incheon United. Im Jahr darauf folgte die Rückkehr ins Heimatland zu Criciúma EC. Nach einer Saison zog es ihn wieder nach Südkorea. 
Zur Saison 2015 überwies der chinesische Erstligist Henan Songshan Longmen 300.000 Euro für die Dienste des Mittelfeldspielers. Er absolvierte in zwei Spielzeiten 58 der möglichen 60 Ligaspiele, schoss dabei elf Tore und gab 17 Vorlagen. Nach der Saison 2016 verlängerte der Brasilianer seinen Vertrag nicht und wechselte in die China League One zu Beijing Renhe. Im Juni 2018 kehrte Ivo zu Henan Songshan zurück.

## Erfolge
Portuguesa
- Série B: 2011

Criciúma
- Staatsmeisterschaft von Santa Catarina: 2013